# クレタン・グレイハウンド
クレタン・グレイハウンド（英：Cretan Greyhound）とは、ギリシャのクレタ島原産のグレイハウンド犬種である。別名はクレタン・ハウンド（英：Cretan Hound）、クリニコ・イフニラティス（英：Kritikos Ichnilatis）。

## 歴史
生い立った正確な年代についてははっきりしないが、紀元以前にフェニキア人がクレタ島に持ち込んだ古代エジプト原産の古代犬種、チズムがもととなって生まれたといわれている。チズムの子孫はシチリア島（イタリア）のチルネコ・デル・エトナやマルタのファラオ・ハウンド、イビサ島（スペイン）のイビザン・ハウンドなど多数である。クレタンはその中では最も小型で希少な犬種である。
本種は単独もしくは小規模なパックで野ウサギを狩るのに使われていた。野ウサギは畑を荒らす害獣で、それを狩って被害を防ぐついでにそれの肉と毛皮を取ることが出来たため、大切に飼育されていた。野ウサギを狩るとご褒美として野ウサギの骨や内臓、少々の肉をパンの上に乗せて与えられていた。
本種は島という孤立した環境で繁殖してきたため純血度が高いが、数が少なくほとんどがクレタ島で飼育されている珍しい犬種である。FCIには公認されているが、他のグレイハウンド犬種の人気に押されて目立っていないのが現状である。頭数は少ないが、愛好家によって大切に保護されているため絶滅の心配は少ないといわれている。

## 特徴
パリア犬のような原始的な顔つきをしたグレイハウンドである。マズル・首・脚・胴・尾は長い。大きなろうそく耳（ろうそくの炎のような形の立ち耳）、飾り毛のあるサーベル形の垂れ尾でコートはスムースコート、毛色はホワイト、ホワイト・アンド・ブラック、ブラック・アンド・ホワイト、ホワイト・アンド・レット、ミルクなどがある。体高50～60cm、体重20～30kgの大型犬で、性格は忠実で温和だが警戒心が強い。走るのが速く、運動量は多い。

## 参考
『デズモンド・モリスの犬種事典』デズモンド・モリス著書、福山英也、大木卓訳 誠文堂新光社、2007年